# НовосибирскТелефильм
НовосибирскТелефильм — советская и российская компания. Полное наименование — творческая студия НовосибирскТелефильм. Штаб-квартира компании расположена в Новосибирском телецентре.

## История
4 августа 1957 г. впервые зажглись софиты Новосибирской студии телевидения. А спустя три года появляется постановление ЦК КПСС «О дальнейшем развитии советского телевидения», где в числе первоочередных задач Госкомитету по радиовещанию и телевидения поручено создать при нескольких крупных телевизионных студиях страны подразделения «Телефильм». Так в центре Сибири появился «Новосибирсктелефильм».

## Деятельность
Сегодня студия НовосибирскТелефильм — получила второе, современное дыхание. На базе гостелерадиокомпании «Новосибирск» — возобновили производство документального кино. Сегодня своеобразный жизненный дневник ведут молодые авторы. Надежда Соколова, Константин Клещин, Татьяна Коломеец, Мария Зяблицкая, Жанна Заславская, Варвара Наумова (недоступная ссылка), Елена Фатакова. Владимир Контарев, Роман Шулик, Олег Бондарев.
В производстве творческого объединения НовосибирскТелефильм — сразу несколько проектов. Уже увидели экран документальные фильмы об одном из старейших районов Новосибирска — Заельцовском, сняты четыре фильма в рамках проекта «Новосибирск Главный», где рассказывается о предопределенной судьбе региона быть крупным мультимодальным транспортным узлом. В 2012 году Надежда Соколова получила одну из самых престижных наград — «Золотого Соболя» Архивная копия от 12 марта 2013 на Wayback Machine, за цикл телевизионных программ «Золотая десятка». Кроме того, по итогам прошлого года, директор студии НовосибирскТелефильм Жанна Заславская признана лучшим журналистом Новосибирска. Студия снимает документальные, просветительские, обучающие, презентационные фильмы, получает и активно работает над грантами Правительства Новосибирской области. Сегодня есть куда расти — за сильными традициями основателей — желание — непременно соответствовать высокой планке и добиться успеха.